# KZ Pappenheim
Das KZ Pappenheim war ein Konzentrationslager des NS-Regimes am Stadtrand von Oschatz in Sachsen. Es gehört zu den frühesten Lagern dieser Art im Freistaat Sachsen und war hauptsächlich für sog. marxistische Schutzhäftlinge gedacht. Es bestand von Ende März bis Mai 1933.

## Geschichte
Nach dem Reichstagsbrand wurde am 1. März 1933 vom Minister des Inneren des Freistaates Sachsen die Weisung gegeben, Haussuchungen bei allen kommunistischen Funktionären durchzuführen. Beim Auffinden von Waffen und verdächtigem Material sollten die Durchsuchten in Schutzhaft genommen werden. Gleichzeitig erfolgte ein Verbot aller Versammlungen sowie des Druckes und der Verbreitung aller Schriften und Materialien der Kommunistischen Partei Deutschlands. Bereits am 27. Februar 1933 waren reichsweit die öffentlichen Versammlungen sowie alle Spendenaktionen der KPD verboten worden. Nun waren von diesem Verbot auch die internen Veranstaltungen betroffen, was die KPD faktisch in die Illegalität trieb.
Aufgrund der Weisung vom 1. März 1933 erfolgten unzählige Haussuchungen durch Polizei, SA und SS, bei denen zahlreiche KPD-Funktionäre in vielen sächsischen Kreisen als Verdächtigte festgenommen worden sind. Für diese Schutzhäftlinge wurden entspreche Lager benötigt, die damals in Prettin (Provinz Sachsen), Sachsenburg und Colditz entstanden.
Als bei der Reichstagswahl am 5. März 1933 die KPD trotzdem immer noch einen relativ hohen Anteil an Wählerstimmen erhielt, wurde das Vorgehen gegen die KPD-Funktionäre verschärft. Hinzu kam am 13. März 1933 das Verbot des Reichsbanners der SPD und am 17. März 1933 das Verbot der SAP. Zusätzlich wurde am 25. März beim Landeskriminalamt Sachsen ein Landesabwehramt eingerichtet, das hauptsächlich die bolschewistischen Bestrebungen bekämpfen sollte.
In dieser Zeit vermehrte sich die Zahl der in inhaftierten Personen beträchtlich, so dass Ende März 1933 für die Amtshauptmannschaft Oschatz ein weiteres Konzentrationslager eingerichtet werden musste, das zunächst 39 namentlich bekannte Personen aufnahm. Das Lager war nur als Provisorium gedacht. Als dieser an die Kapazitätsgrenze stieß, wurde es ab 19. Mai 1933 geschlossen und die Insassen in das KZ Colditz auf dem Schloss Colditz überführt.
Das Konzentrationslager befand sich im Oschatzer Ferienlager Pappenheim. Das Lager wurde danach wieder als Ferienlager Martin-Mutschmann-Heim (nach den sächsischen Gauleiter benannt) genutzt und 1935 an die Bauleitung des zu errichtenden Fliegerhorst Oschatz übergeben und dann im Herbst 1936 abgerissen.